# Club Atlético Juventud (Puerto Tirol)
El Club Atlético Juventud es un club de fútbol de la ciudad de Puerto Tirol, Provincia de Chaco, Argentina. y actualmente milita en la primera división de la Liga Chaqueña de Fútbol y en el Torneo Regional Federal Amateur, la tercera categoría del fútbol argentino.
El "Tricolor", nombrado entre sus hinchas, por el diseño que mantuvo su camiseta a lo largo de su historia similar a la camiseta de Club Atlético Chacarita Juniors (tanto en titular como en alternativa) de Buenos Aires.
A pesar del tiempo que tiene el club en la Primera División de la Liga Chaqueña, recién ostenta dos títulos de la Liga Chaqueña de Futbol (Clausura 2022 y Campeón del año 2022) y ganó dos Torneos de la Federación Chaqueña de Futbol (Federativos 2015 y 2018 Su clásico rival, Independiente Tirol, se ha consagrado en 6 (seis) campeonatos de liga.
Juventud participó en la temporada 2008 el Torneo del Interior o Argentino "C", jugó en el grupo 28 con el Sarmiento, San Martín (Formosa) y Sportivo Unidas proveniente de la Liga de Fútbol del Norte con sede en la localidad de General San Martín, provincia de Chaco. Superó instancias y definió ante San Martin de Formosa, quien a la postre ascendería. Repitió en cuatro oportunidades su participación obteniendo triunfos importantes ante Deportivo MANDIYU de Corrientes.  Actualmente está clasificado para la edición 2023/2024

## Historia
Se fundó el 13 de febrero de 1942. Su historia es de exclusión pero de pasión por el fútbol. La localidad de Puerto Tirol tenía en su historial dos equipos representantes, también ligados a Unitan (quebrachales fusionados) y de ellos nació la Juve. Esos equipos eran Sportivo Tirol e Independiente Tirol (clásico). Los obreros que no podían participar por horarios laborales y los jóvenes del pueblo quedaban excluidos, por eso entre charlas y ganas de ser representados se formó el Juventud Tirolense. Quienes organizaban los equipos fueron Martín Gatti y Gavino Rolón, dos paraguayos que se desempeñaban en la planta y jugadores de Sportivo. Al tiempo decidieron dejar de ser un equipo de torneos barriales y de competencia en localidades vecinas para ser club. Así nació el Club Atlético Juventud. En su historial se destacaron dirigentes y colabores, entre ellos  Hilario Núñez, Horacio Blanco, Dolores Vázquez, Oscar Ernesto Soto, Jorge Maidana, Pepe Ojeda, Hugo Sager.
La idea de creación tuvo lugar en donde hoy es la municipalidad de Puerto Tirol, esquina de Avenida 12 de Octubre y Julio A Roca. Su primer espacio físico oficial fue su sede social, ubicada en la intersección de las calles Formosa y Martiniano Gómez y l terreno fue adquirido en el año 2000,donde con mucho esfuerzo se construyó la primera sede social de su historia, bajo la conducción del Dr. Hugo Sager, verdadero artífice de la "refundacion" de Juventud, a partir de su presncia en la institución, a partir del año 1989. Incluso reorganizando sus disciplinas y logrando el primer ascenso al futbol máximo de la Liga Chaqueña en 1992, donde fue Campeón invicto. Hoy allí se construye además un Microestadio con más de 1200 metros cubiertos que albergara varias disciplinas y construirá oficinas para cuestiones dirigenciales y albergues para jugadores. En el año 2011 sumó el inmueble donde construyó su estadio y lo inauguró el 1 de agosto de 2015. Se encuentra junto al cementerio de la localidad, por dicho motivo también se apoda como el Funebrero. La dirección está por la calle Toppano de la localidad chaqueña, en el mismo terreno se estrenará una cancha auxiliar.
La primera indumentaria (1939) fue verde con rombos rojos cuando todavía se llamaba Juventud Tirolense, un equipo de fútbol. De forma oficial y ya como club se vistió de blanco acompañado por el color azul en el cuello, las mangas y en un bolsillo del lado del corazón con una J resaltando la inicial de su nombre (1942). En 1969 cambiaron por rojo, negro y blanco. De allí en más pasaron a conocerse como el Tricolor ya que los colores fueron inspirados en la casaca de Chacarita Juniors. En su historial  cuenta con dos (2) campeonatos en la primera división de la Liga Chaqueña y sus buenas campañas lo clasificaron a torneos como los antiguos Torneo del Interior (2008) y Torneo Federal C (2016 y 2017); sumados al vigente Federativo (campeón en 2015 y 2018) y Torneo Regional Federal Amateur (2019 y 2021/22).

## Estadio
Por muchos años, Juventud jugó de “local” en cancha de Independiente Tirol, su archirrival deportivo, y previamente a ello jugó varias temporadas en la cancha del club Social y Deportivo Fontana disputando los torneos liguistas, por lo que desde la dirigencia veían como una necesidad de tener su estadio propio, aunque en principio se trabajó la idea de un estadio único para Tirol propuesto desde el Municipio de Puerto Tirol, pero eso nunca prosperó en virtud de la rivalidad existente.
El 1 de agosto de 2015 está grabado para siempre en la retina de todo Tirol, especialmente en los hinchas del “Tricolor” y en aquellos que soñaron y vieron realizado el anhelo tan preciado de tener su “propia casa”. Esa gloriosa tarde hubo emociones, llantos y alegrías. ”La construcción del estadio fue el logro más importante institucionalmente, no sólo para el hincha de Juventud, sino también para Tirol, porque habla del crecimiento del pueblo”.
”Hoy el jugador se siente identificado, tiene un lugar donde puede entrenar y le permite soñar para ir por más deportivamente. Y desde nuestro lugar brindarle nuestro acompañamiento para contribuir en ese crecimiento y que sean mejores personas”. El doctor Sager destacó el apoyo del Estado Provincial y de Lotería Chaqueña en la ejecución de dicha obra, “nada se pudo haber hecho sin el apoyo del Estado. Se construyó un estadio distinto, diferente acorde a lo que necesitaba Puerto Tirol, sumando de esta manera una alternativa para la comunidad”. "Hoy se construyen canchas auxiliares, con buen piso, riego e iluminacion, que se destinaran a las divisiones inferiores"
”La creación de la Ley de Sponsorización ha permitido a muchas instituciones a que accedieran a infraestructura deportiva que antes no podían. Esto permitió el mejoramiento y el crecimiento de muchos clubes de la provincia, a través del acompañamiento del Estado, por eso cuando miramos hacia atrás debemos agradecer y reconocer a los gobiernos de Jorge Capitanich y Domingo Peppo”.
El estadio de Juventud hoy cuenta con iluminación artificial y por eso, en época de verano, el “Tricolor” suele jugar sus partidos en horario nocturno.

## Palmarés

### Torneos regionales
- Liga Chaqueña de Fútbol (2): Clausura 2022, Oficial 2022
- Torneo Federativo (2): 2015, 2018

## Rivalidad
Junto a Club Atlético Independiente Tirol sostienen el clásico de Puerto Tirol por ser vecinos y los únicos de esa ciudad en la Liga.
Plantel 2022
Gonzalo Monzón VOL ex Dock Sud, Mariano Villalba DEF Inferiores, Delanteros: Diego Monzón ex Camba Cua, Cristian Emanuel Núñez ex Boca Unidos 
Bajas Bruno Prieto a Chaco for Ever